# ...e divenne il più spietato bandito del sud
...e divenne il più spietato bandito del sud (El Hombre que mató a Billy el Niño) è un film del 1967 diretto da Julio Buchs.

## Trama
Dopo varie disavventure, Billy the Kid per salvare sua madre da un malvivente si ritrova costretto ad affrontarlo e ad ucciderlo, diventando un bandito. Fugge, seguendo il consiglio di un vecchio amico di famiglia, Pat Garret. La fuga non gli basterà ad evitargli nuovi scontri e nuove uccisioni, e alla fine viene perseguitato da Pat, ora sceriffo della contea di Lincoln. Quando si incontrano, Billy promette a Pat di non commettere più crimini, però in quel momento, quando il giovane si presta a scontare la sua pena, la gente si rivolta contro di lui rimproverandolo per le sue azioni, per cui fugge. Billy vuole cambiare, però quando si presenta disarmato davanti a Pat, qualcuno gli spara.

## Produzione
Il film è stato girato in parte in Italia nelle città di Roma e Trieste e per il resto in Spagna, a Madrid e Almería.

## Distribuzione
Il film venne distribuito in numerosi paesi con titoli diversi:
- Italia, ...e divenne il più spietato bandito del sud, 9 marzo 1967
- Spagna, El hombre que mató a Billy el Niño Spagna , 1º maggio 1967
- Finlandia, Minä ammuin Billy the Kidin 28 marzo 1969
- Germania Ovest, 14 agosto 1970
- Francia, 28 ottobre 1970

In inglese è noto con due titoli:
- I'll Kill Him and Return Alone
- The Man Who Killed Billy the Kid

In Grecia è noto con Billy, o megalos paranomos.

## Cast
Il film narra di personaggi realmente esistiti:
- Fausto Tozzi è Pat Garrett (1850-1908), celebre sceriffo della contea di Lincoln, nel Nuovo Messico
- Peter Lee Lawrence è Billy the Kid (1859-1881), era uno dei più celebri fuorilegge statunitense